# Art eròtic a Pompeia i Herculà

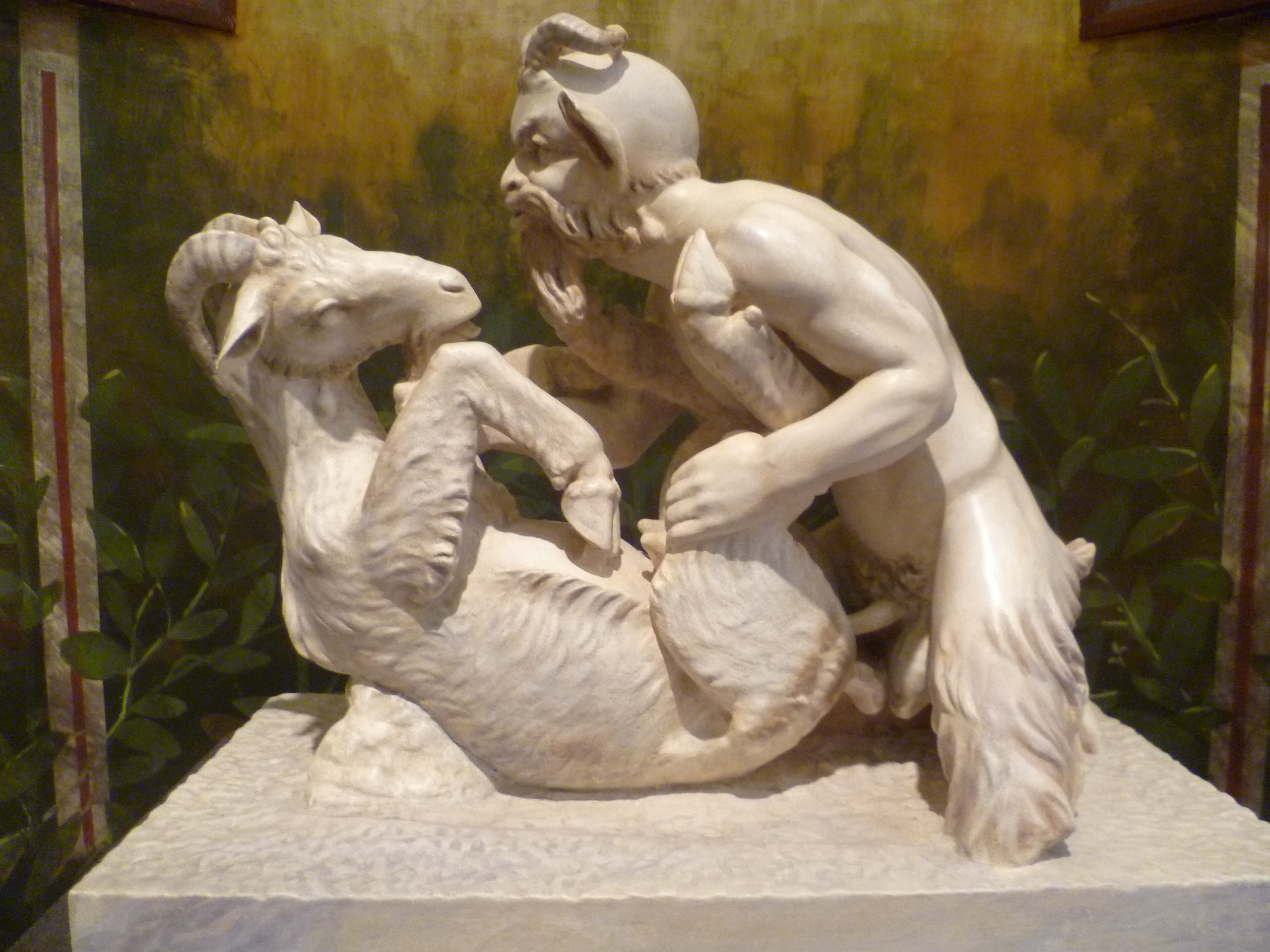
«Pan copulant amb una cabra», un dels objectes més coneguts de la col·lecció del Museu de Nàpols

L'art eròtic a Pompeia i Herculà s'ha exhibit tant com a art i censurat com pornografia.
Les ciutats romanes al voltant de la badia de Nàpols van ser destruïdes per l'erupció del Vesuvi del 79, preservant així els seus edificis i artefactes fins que es van iniciar les excavacions arqueològiques al segle xviii. Aquestes excavacions van revelar que les ciutats eren riques en artefactes eròtics com ara estàtues, frescos, i objectes de la llar decorats amb temes sexuals.
La ubiqüitat de tals imatges i articles indica que el tractament de la sexualitat a l'antiga Roma era més relaxat que la cultura occidental actual; no obstant això, gran part de les imatges que al espectador modern podrien semblar eròtiques (com per exemple els fal·lus de grans dimensions) podrien formar part de la imatgeria de la fertilitat). Aquest xoc de cultures va donar lloc que un gran nombre d'artefactes eròtics de Pompeia estiguessin tancades lluny del públic durant gairebé 200 anys.
En 1819, quan el rei Francesc I de les Dues Sicílies va visitar l'exposició de Pompeia al Museu Arqueològic Nacional de Nàpols amb la seva dona i la seva filla, va quedar avergonyit per l'art eròtic i va ordenar que fos tancat en un «gabinet secret» (en referència als gabinets de curiositats), que només podia accedir a la «gent d'edat madura i moralment respectats». Va obrir, tancar, tornar a obrir de nou i després tornar a tancar durant gairebé 100 anys, fins que el gabinet secret es va fer accessible breument al final de la dècada de 1960 (durant la revolució sexual), i finalment es va reobrir per a la seva visualització el 2000. Actualment es pot visitar, però els menors d'edat només poden entrar al gabinet secret en presència d'un adult o amb un permís per escrit.

## El fal·lus

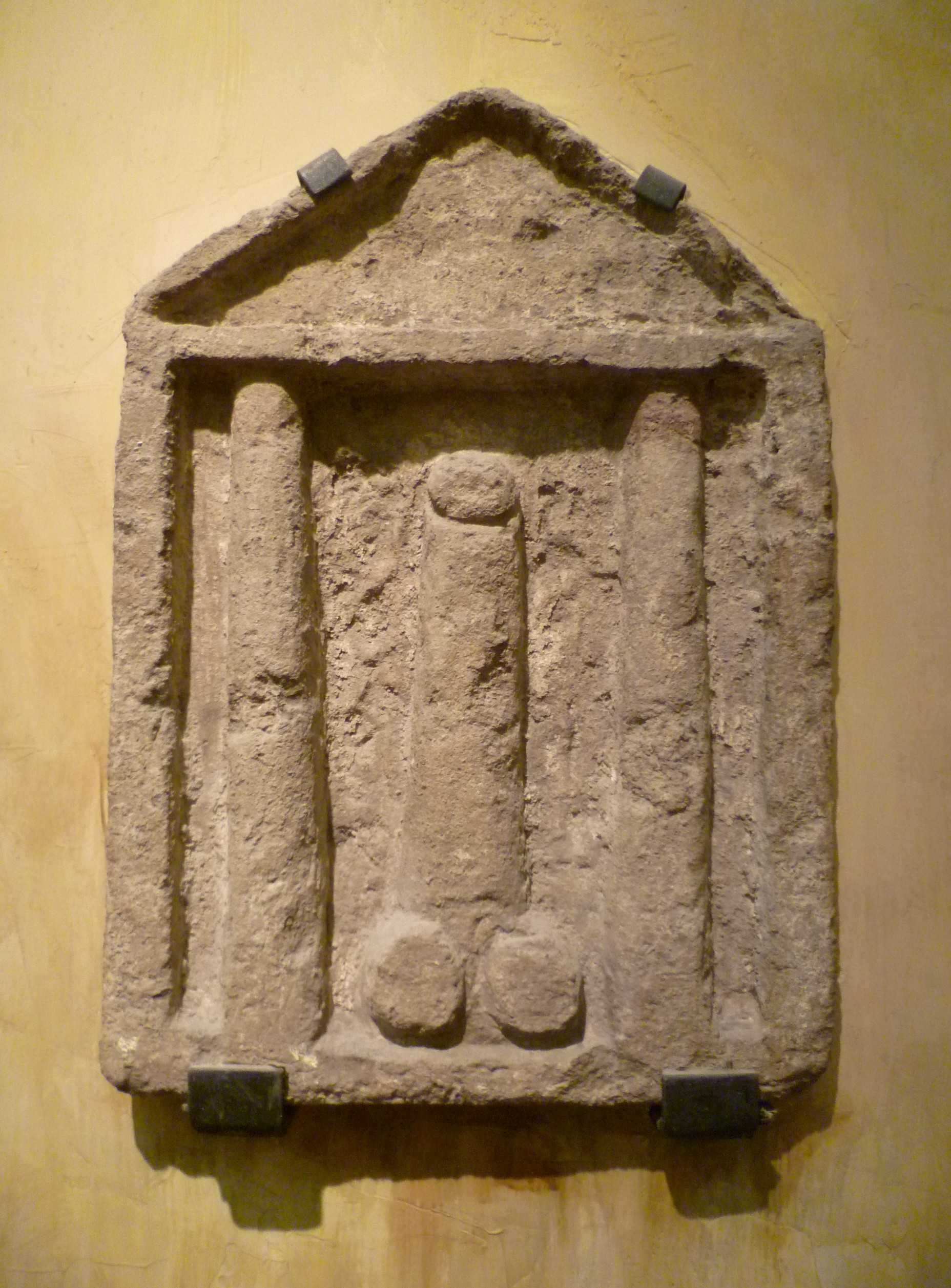
Fal·lus en un relleu de Pompeia, c. 1-50
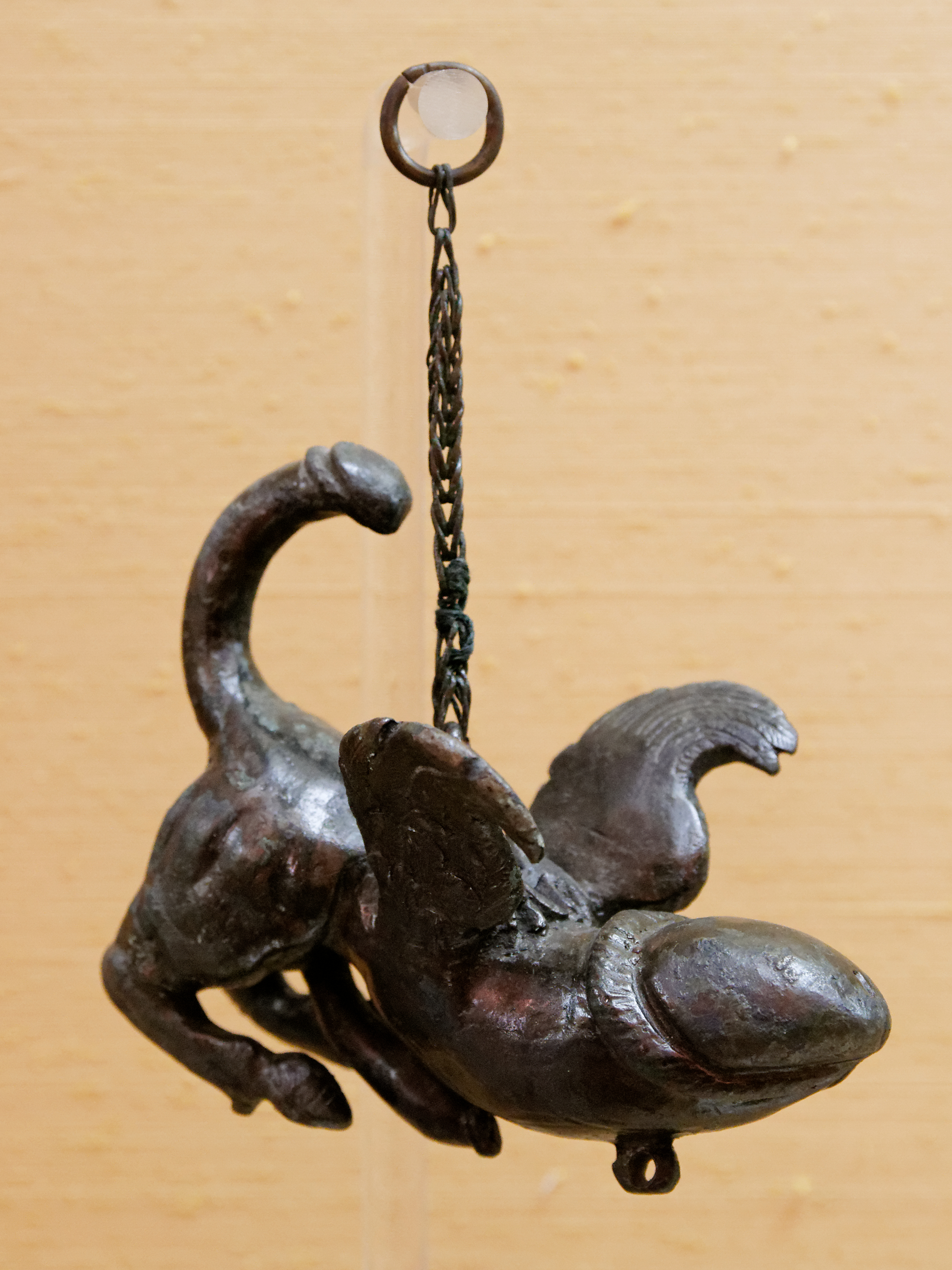
Amulet de bronze d'un fal·lus amb ales
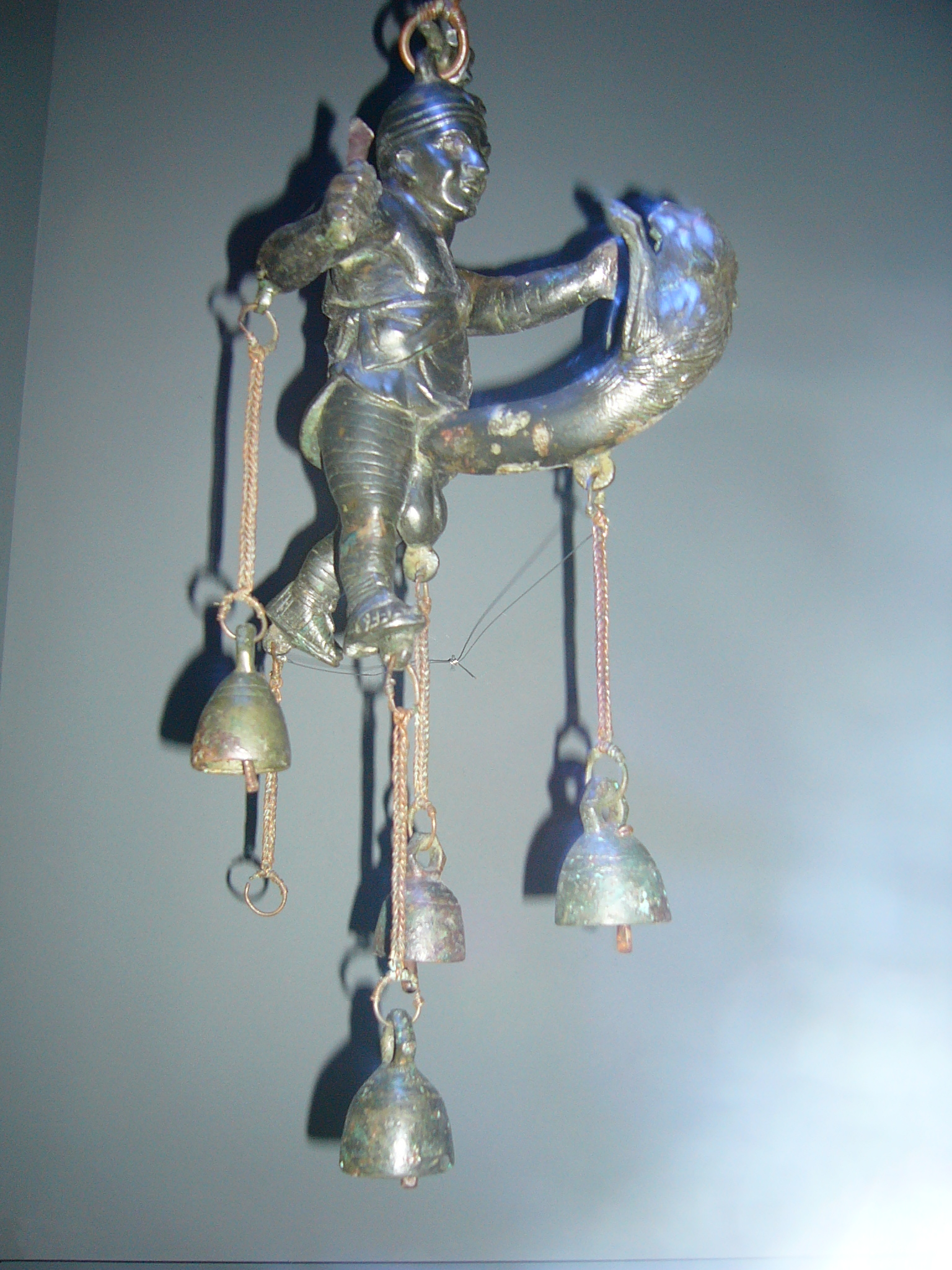
Tintinàbul de bronze, segle I aC

El fal·lus (penis erecte), ja sigui en Pan, Príap o una deïtat similar, o per iniciativa pròpia, era una imatge comuna. No era vist com una amenaça ni tan sols necessàriament eròtic, sinó com un guardià contra el mal d'ull.
Hi ha fal·lus esculpits en bronze com tintinnabulum (campanes de vent). Els fal·lus d'animals eren elements comuns en la casa.

## Representacions de Príap

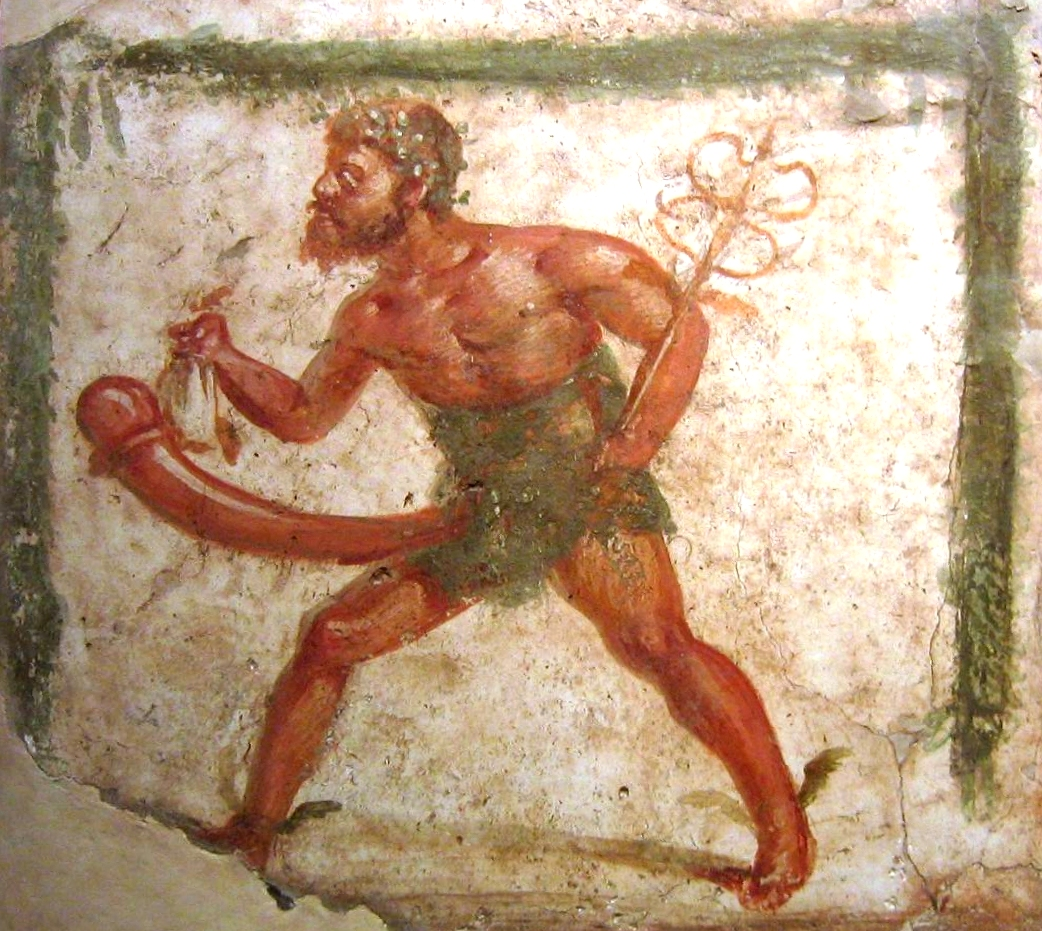
Pintura mural de Mercuri/Príap
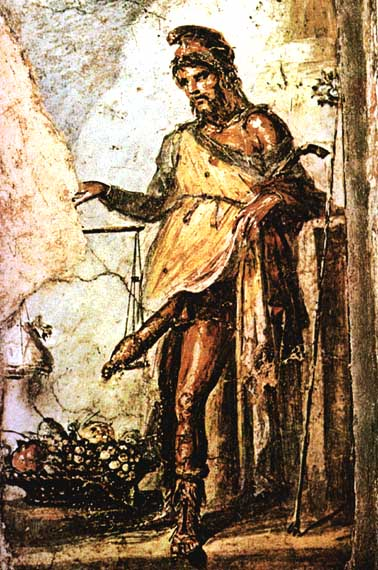
Pintura mural de Príap, Casa dels Vettii

Un fresc en una paret que mostra Príap, el déu del sexe i la fertilitat, amb el seu fal·lus de grans dimensions, va ser cobert amb guix (i, com Karl Schefold explica, fins i tot aquesta antiga reproducció estava tancada «fora d'hipocresia» i només s'obria a petició) i va ser redescobert el 1998 a causa de les pluges.
La segona imatge, de Schefold, Karl: Vergessenes Pompeji: Unveröffentlichte Bilder römischer Wanddekorationen in geschichtlicher Folge (Records de Pompeia: fotos no publicades de les decoracions murals romanes en seqüència històrica). Múnic 1962, amb els seus colors molt més brillants, s'ha utilitzat per retocar la més jove.

## Els bordells

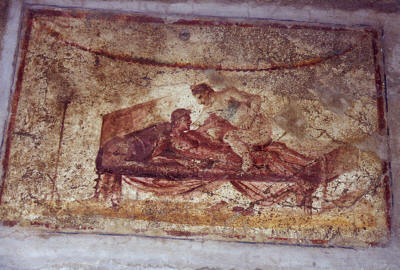
Fresc del Lupanar de Pompeia
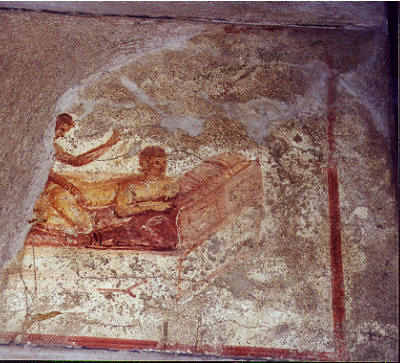
Fresc del Lupanar de Pompeia
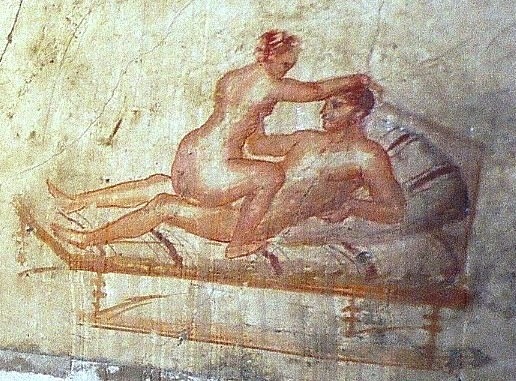
Fresc del Lupanar de Pompeia

No és clar si les imatges en les parets eren anuncis dels serveis oferts per les prostitutes o estaven destinats simplement per augmentar el plaer dels visitants. Algunes de les pintures i frescos immediatament es van convertir en famoses perquè representaven escenes eròtiques explícites, de vegades, sexuals.
Un dels edificis més curiosos recuperats era en realitat un Lupanar (bordell), que tenia moltes pintures eròtiques i grafits a l'interior. Les pintures eròtiques semblen presentar una visió idealitzada del sexe en desacord amb la realitat de la funció del bordell. El Lupanar tenia 10 habitacions (cubicula, 5 per pis), un balcó i latrina. El Lupanar no va ser l'únic bordell de la ciutat.
Sembla que la ciutat es va orientar a la consideració càlida dels assumptes sensuals: en una paret de la Basílica (espècie d'un tribunal civil freqüentat per molts turistes romans i viatgers), una inscripció immortal li diu a l'estranger: «Si algú està buscant una mica d'amor tendre en aquesta ciutat, tingui en compte que aquí totes les noies són molt amables». Altres inscripcions revelen alguna informació dels preus per a diversos serveis: «Athenais 2 asos, Sabina, 2 asos» (CIL IV, 4150); «Logas, l'esclava de la casa, 8 asos» (CIL IV, 5203); o «Maritimus llepa la vulva per 4 asos. Ell també està llest per donar servei a verges». (CIL IV, 8940).

## Les termes suburbanes
Aquests frescos es van trobar a les Termes Suburbanes de Pompeia, a prop de la Porta Marina.

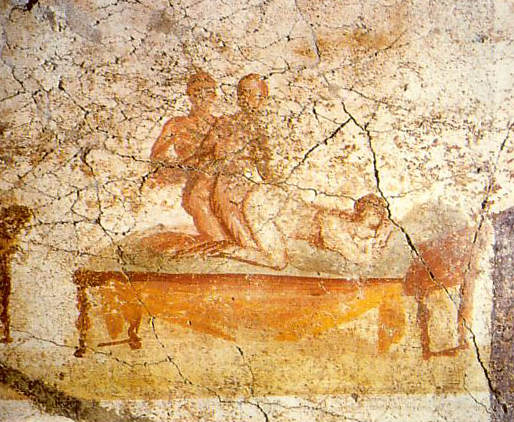
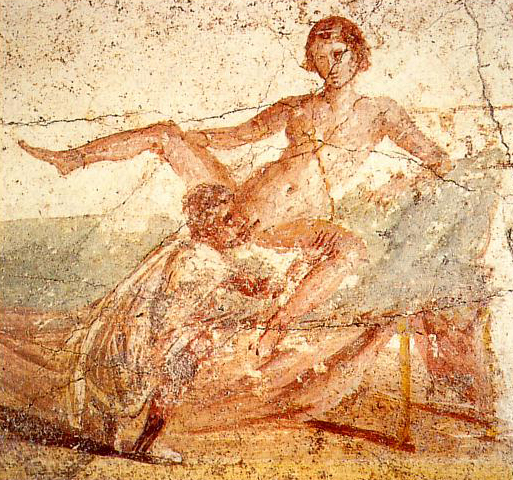
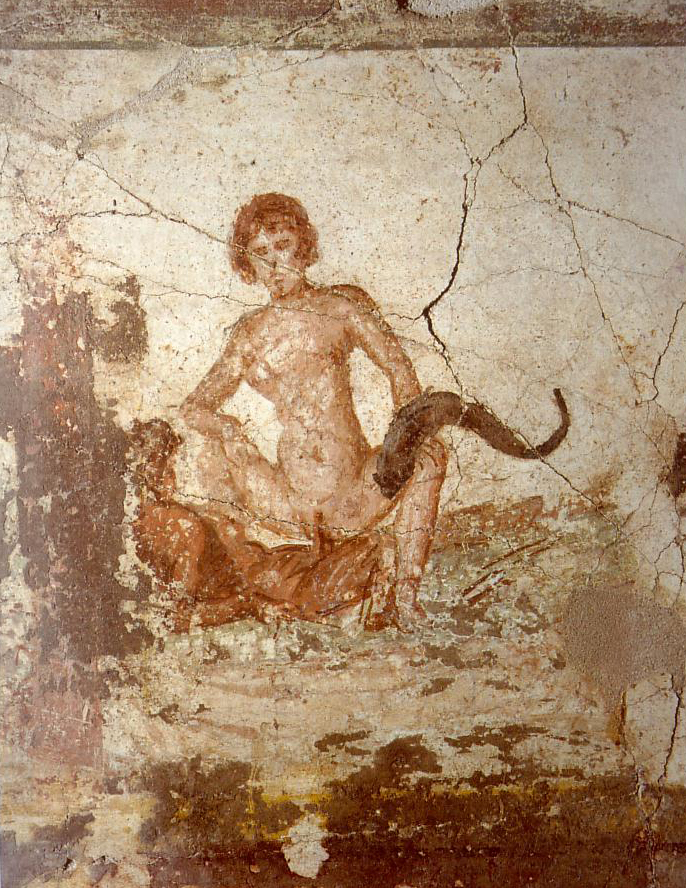

Aquests frescos van ser trobats en un vestidor en un costat de les Termes Suburbanes, recentment excavades a principis de 1990. La funció dels frescos que encara no està clara; alguns autors diuen que indiquen que els serveis de prostitutes estaven disponibles al pis superior de les termes i potser podria ser una mena de publicitat, mentre que altres prefereixen la hipòtesi que el seu únic propòsit era decorar les parets amb escenes alegres (ja que aquestes eren a la cultura romana). La teoria més acceptada, la de l'arqueòlega original, Luciana Jacobelli, és que servien com a recordatori d'on s'havia deixat la roba.

## La representació de Venus

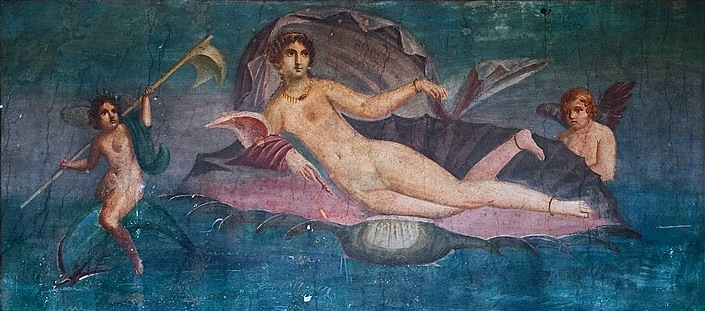
Mural de Venus descobert el 1960. Se suposa que aquest fresc podria ser una còpia romana del famós retrat de Campaspe, amant d'Alexandre el Gran.

El mural de Venus de Pompeia mai va ser vist per Botticelli, pintor de «El Naixement de Venus», però pot haver estat una còpia romana del llavors famós quadre d'Apel·les de Colofó, que Llucià de Samòsata va esmentar.

## Galeria d'imatges

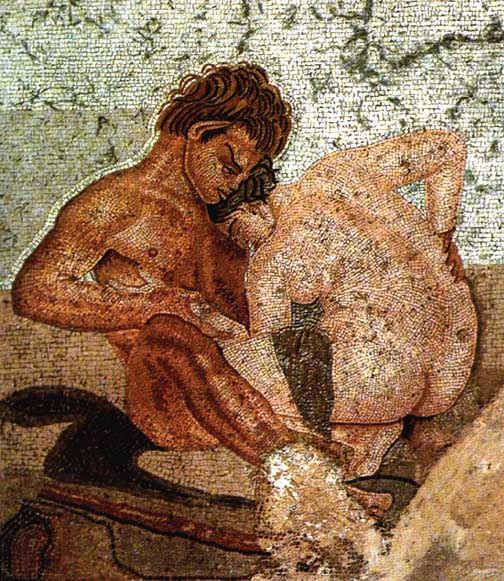
Mosaic d'un sàtir i una ninfa. Casa del Faune
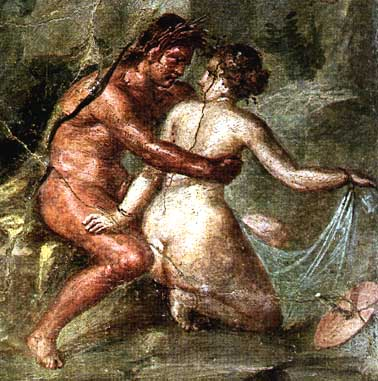
Pintura mural.
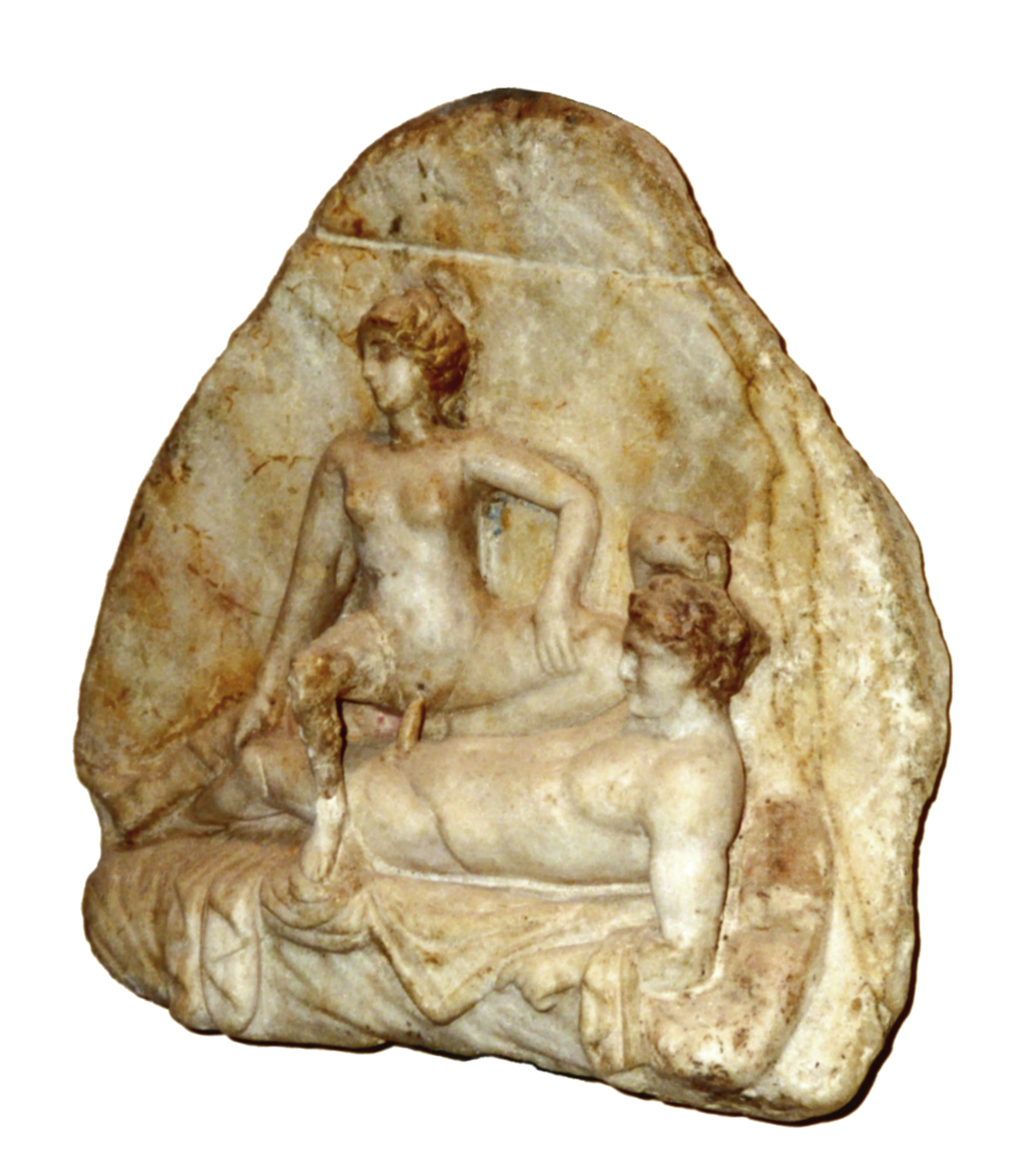
Baix relleu en marbre
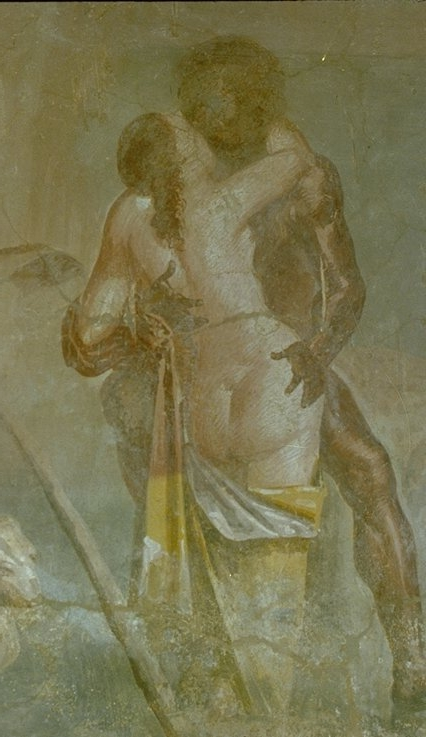
Fresc d'un dormitori de Pompeia
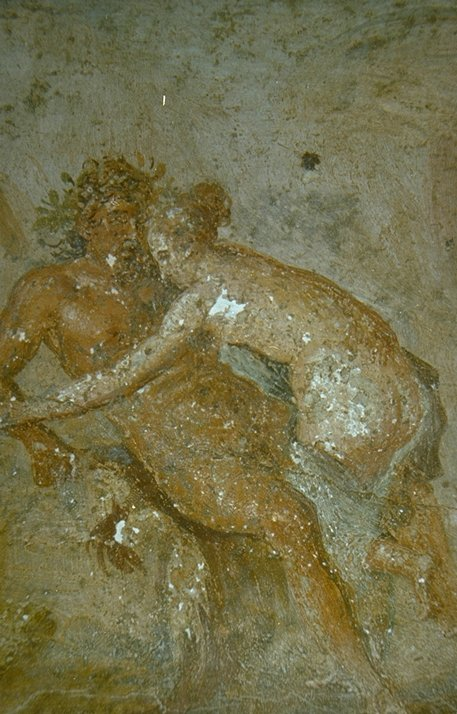
Fresc eròtic
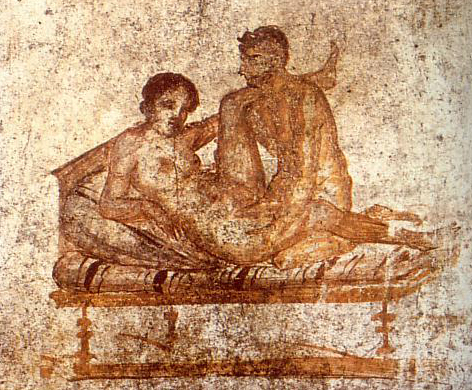
Escena sexual
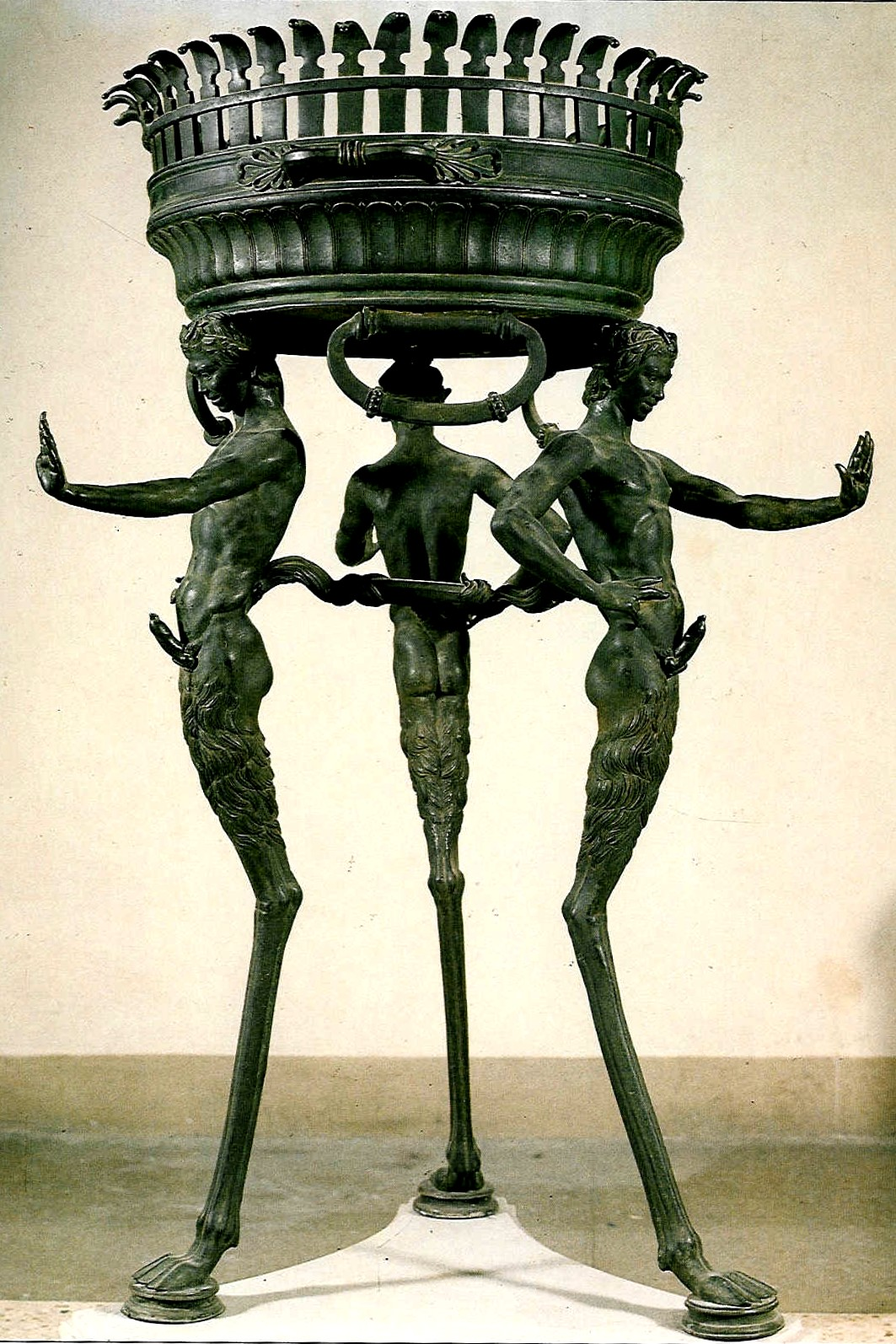
Braser de bronze.
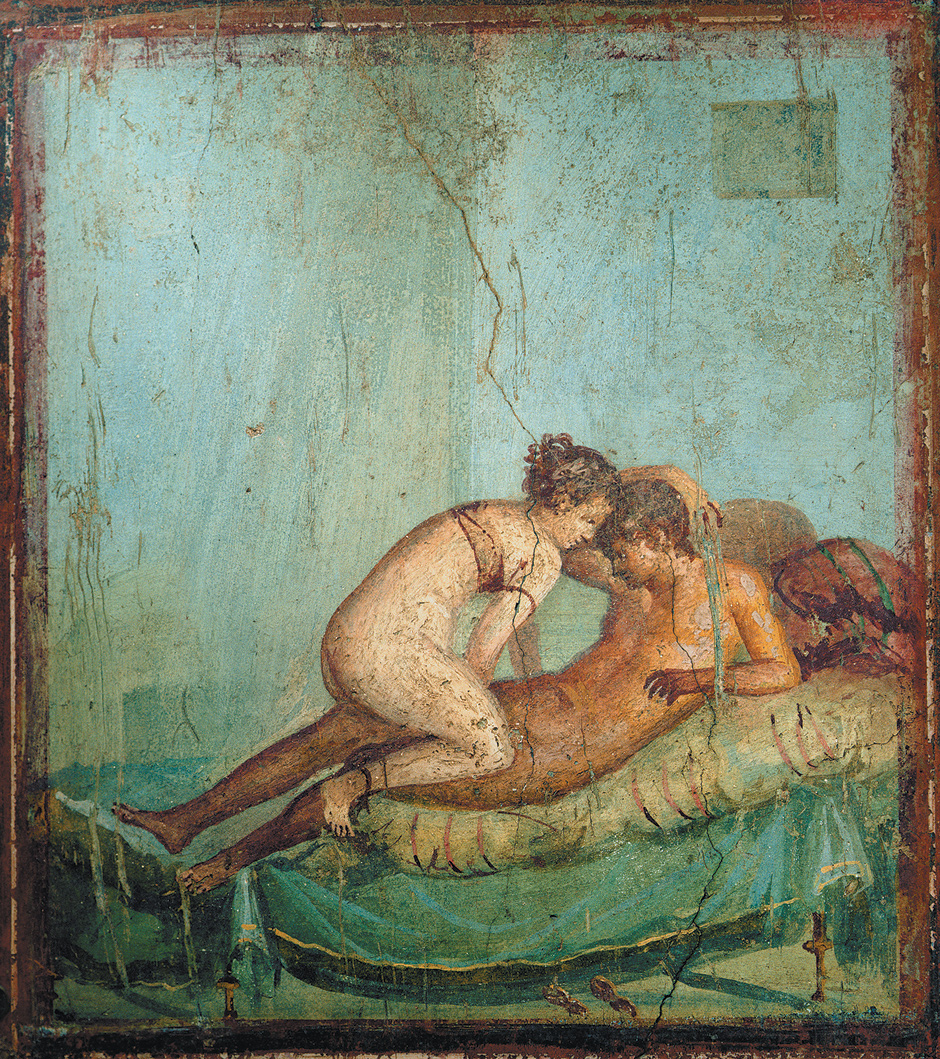
Pintura de la Casa del Centenari
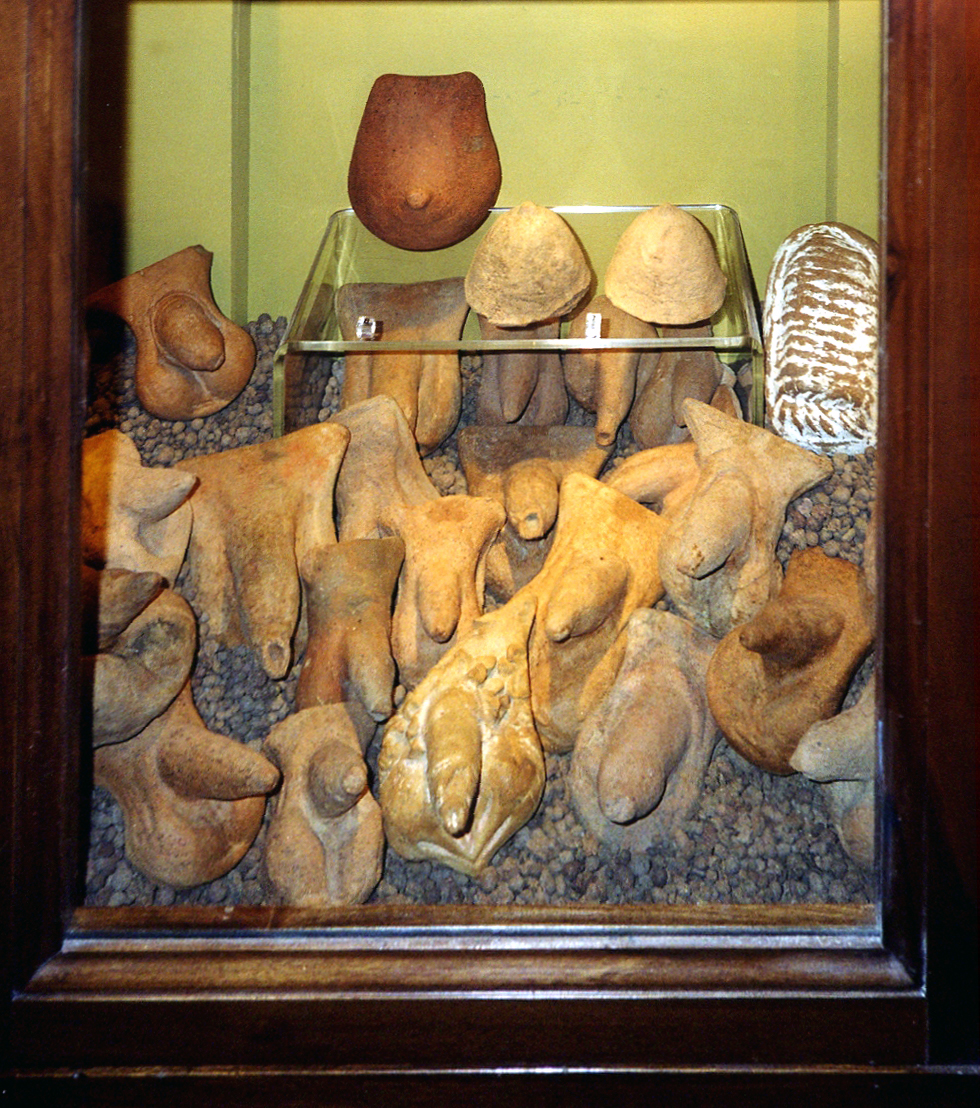
Escultures eròtiques de terracota (exvots de parts íntimes)